# Borts
Il borts (in mongolo, борц, ovvero carne secca) è un alimento tipico della Mongolia.

## Descrizione
Viene preparato usando solitamente la carne di manzo, capra, cavallo o yak. Dopo essere stata tagliata a strisce sottili e schiacciata, la carne viene essiccata in apposite scatole in cui viene permesso all'aria aperta di filtrare al loro interno. La carne così lavorata può venire conservata per mesi o anni. Il borts è un piatto spesso consumato dai nomadi mongoli che essiccano la carne per poterla conservare durante i loro viaggi. Funge spesso da contorno per altri piatti fra cui stufati e zuppe.